# Ракетные катера типа «Саар-4,5»
Ракетные катера типа «Саар-4,5» (ивр. סער 4.5‎) — это класс ракетных катеров Военно-морских сил Израиля, спроектированный и построенный компанией Israel Shipyards в Хайфе как улучшенный и удлинённый ракетный катер типа «Саар-4». Есть два разных подкласса, оба названы «Саар-4,5». Первый подкласс изначально назывался «Хохит» (חוחית‎), но был переименован в «Алия» (עלייה‎). Два катера подкласса «Алия» находятся на вооружении Военно-морских сил Греции. Второй подкласс первоначально назывался «Нирит» (נירית‎), но был переименован в «Хец» (חץ‎).
Тактико-технические характеристики
- Длина — 61,7 м
- Ширина — 7,6 м
- Осадка — 2,5 м
- Водоизмещение стандартное — 450 т
- Водоизмещение полное — 488 т
- Скорость хода — 31 уз
- Дальность хода — 1500 миль на скорости 30 уз/3000 миль на скорости 17 уз
- Экипаж — 53 чел.

## Тип «Алия»
Фирмой «Израильские судоверфи» было построено 2 катера этого типа. Катера данного типа — самые маленькие специализированные авианесущие (имеющие ангар и ВПП) суда в мире. Стандартным вертолётом для данного типа катеров являлся Eurocopter AS565 Panther. На катер может садиться до двух вертолётов. Летом 2004 года оба катера были проданы Мексике и вошли в состав ВМС Мексики в августе 2004 года. По информации справочника «Jane’s» стоимость контракта составила 15,8 млн долларов.
Технические средства и вооружение:
- Силовая установка — 4 дизельных двигателя MTU/Bazan 16V 956 TB91, 15000 л. с.
- Поисковая РЛС — Thomson-CSF TH-D 1040 Neptune, G-Band
- РЛС управления огнём — Selenia Orion RTN 10X, I/J-Band
- БИУС «Решет»
- Система электронной разведки — «Элисра» NS9003
- Система РЭБ — «Элисра» NS9005
- Пусковые установки пассивных помех
- 2×4 ПУ ПКР «Гарпун»
- 6×1 ПУ ПКР «Габриэль Mk2»
- 1×6 20-мм ЗАК «Вулкан-Фаланкс Mk15»
- 2×1 20-мм АУ «Эрликон»
- 7,62-мм пулемёты FN MAG (от 2 до 4)

## Тип «Хец»
Первоначально строились как тип «Нирит». Были переименованы в «Хец», после продажи катеров «Саар 3» в Чили. Первый катер данного типа вступил в строй в 1991 году. Также в катера данного типа были модернизированы 3 катера «Саар 4» (тип «Решеф»). От катеров типа «Алия» отличались отсутствием ангара для вертолётов и вооружением. По состоянию на 2004 год в строю ВМС Израиля находилось 8 катеров данного типа.
Технические средства и вооружение:
- Силовая установка — 4 дизельных двигателя MTU 16V 538 TB93, 16600 л.с.
- Поисковая РЛС — Thomson-CSF TH-D 1040 Neptune, G-Band
- РЛС управления огнём — EL/M 2221 GM STGR, I/K/J-Band
- БИУС «Решет»
- Система электронной разведки — «Элисра» NS9003
- Система РЭБ — «Элисра» NS9005
- Пусковые установки пассивных помех
- 2×4 ПУ ПКР «Гарпун»
- 6×1 ПУ ПКР «Габриэль Mk2»
- 2-4×8 ПУ ЗУР «Барак» (16 либо 32 ЗУР, установлены не на всех катерах, хотя конструктивно такая возможность присутствует)
- 1×1 76-мм АУ «ОТО Мелара Компакт» (на катерах «Херев» и «Суфа» заменена на 25-мм АУ «Тайфун»)
- 1×6 20-мм ЗАК «Вулкан-Фаланкс Mk15»
- 2×1 20-мм АУ «Эрликон»
- 7,62-мм пулемёты FN MAG (от 2 до 4)